# Comuna Ozereanî, Borșciv
Ozereanî (în ucraineană Озеряни) este o comună în raionul Borșciv, regiunea Ternopil, Ucraina, formată din satele Konstanția și Ozereanî (reședința).

## Demografie
Componența lingvistică a comunei Ozereanî
     Ucraineană (99,2%)
     Alte limbi (0,54%)
Conform recensământului din 2001, majoritatea populației comunei Ozereanî era vorbitoare de ucraineană (99,2%), existând în minoritate și vorbitori de alte limbi.